# Reiser (Unstruttal)

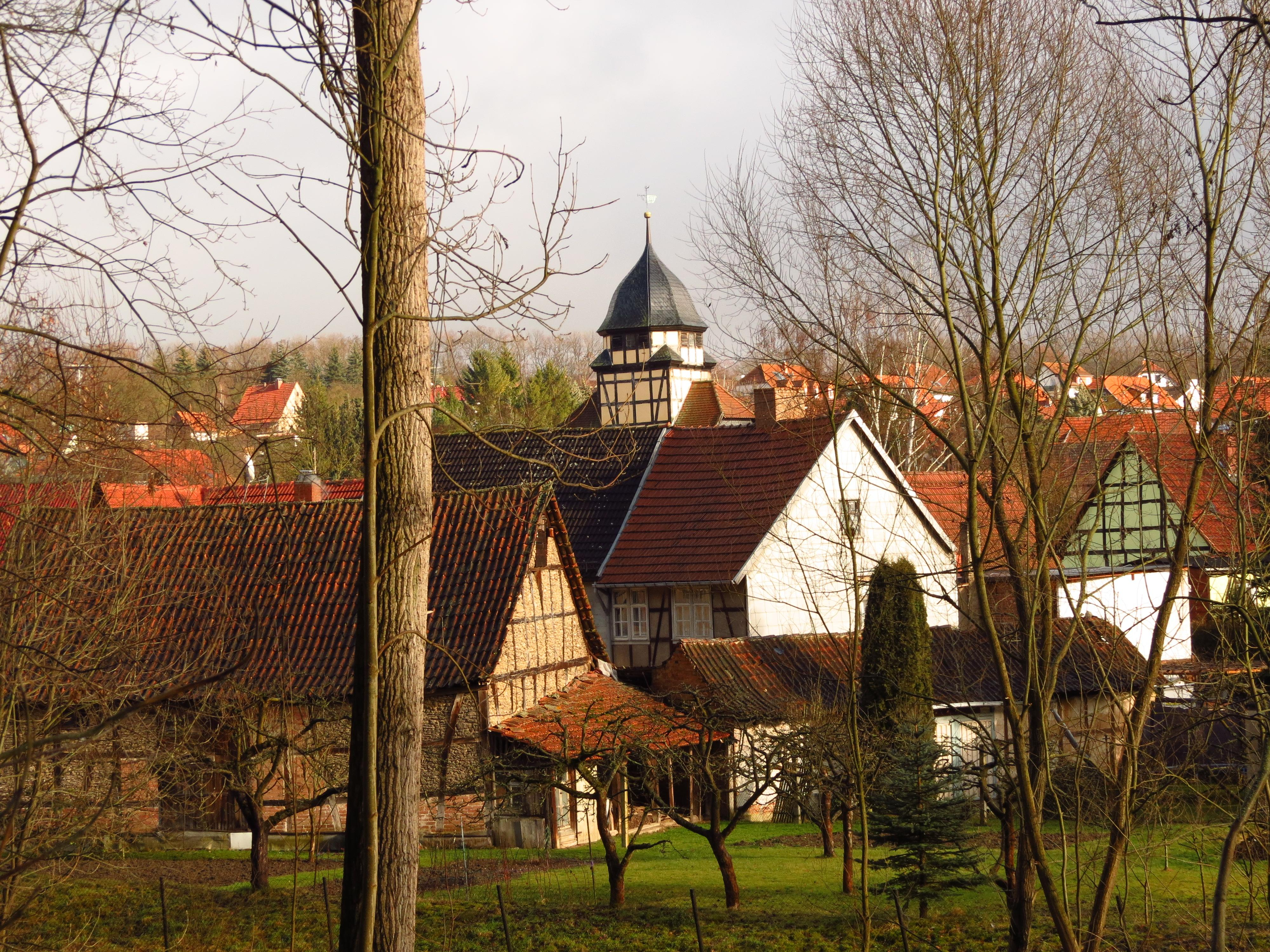
Ortskern von Reiser von Südwesten gesehen

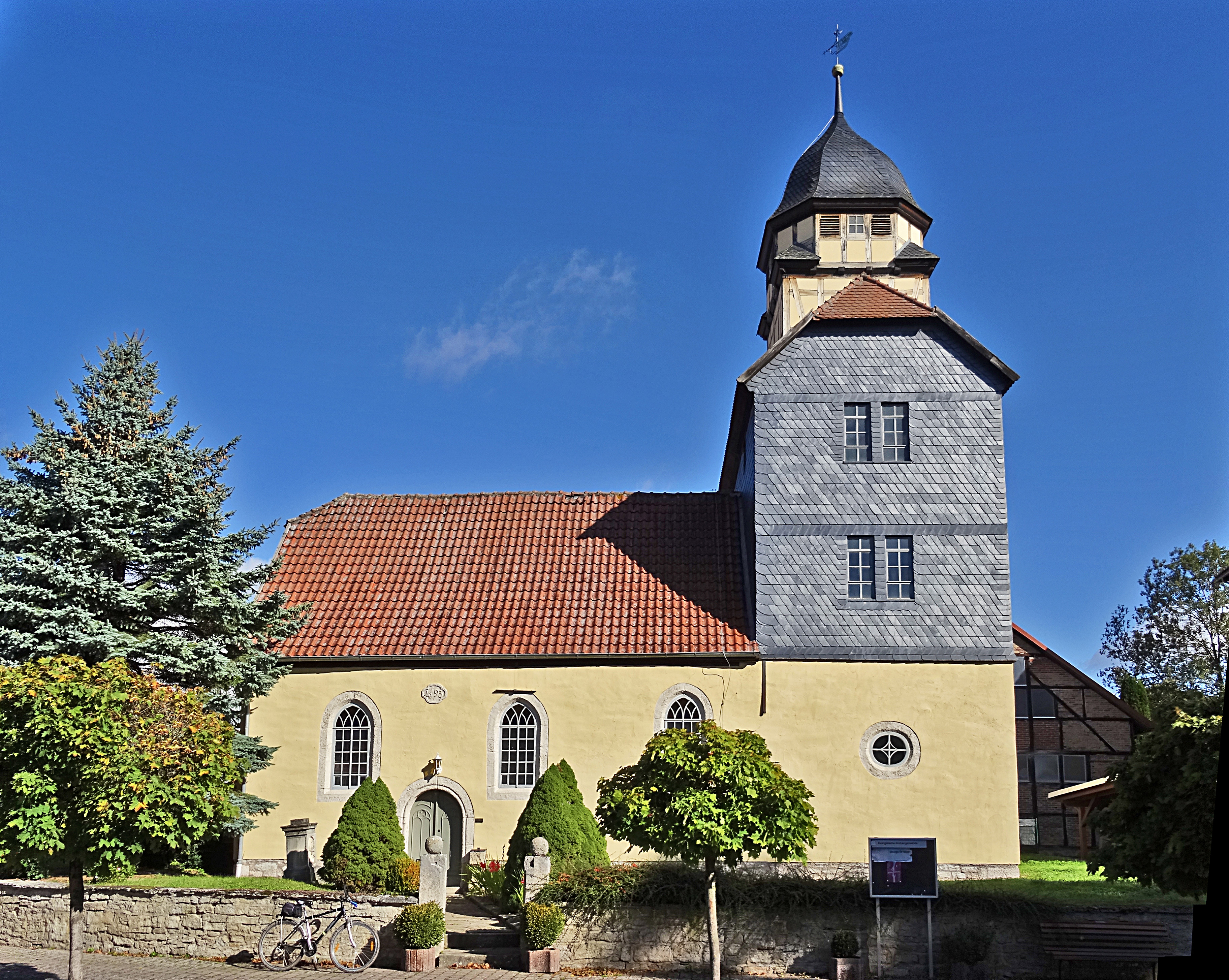
Die evangelische Johanneskirche in Reiser: Mittelpunkt des kleinen Ortes

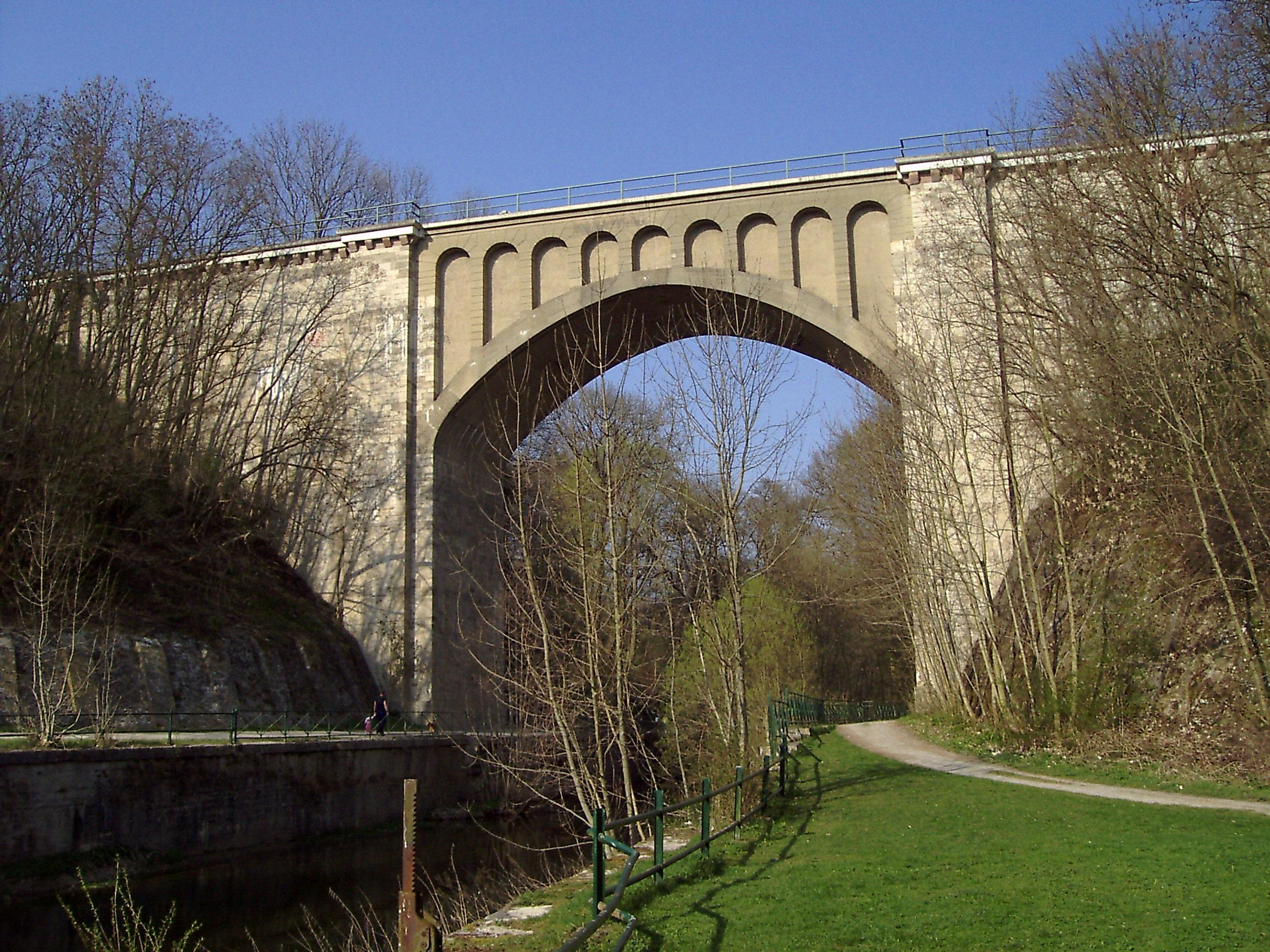
Eisenbahn-Viadukt bei Reiser

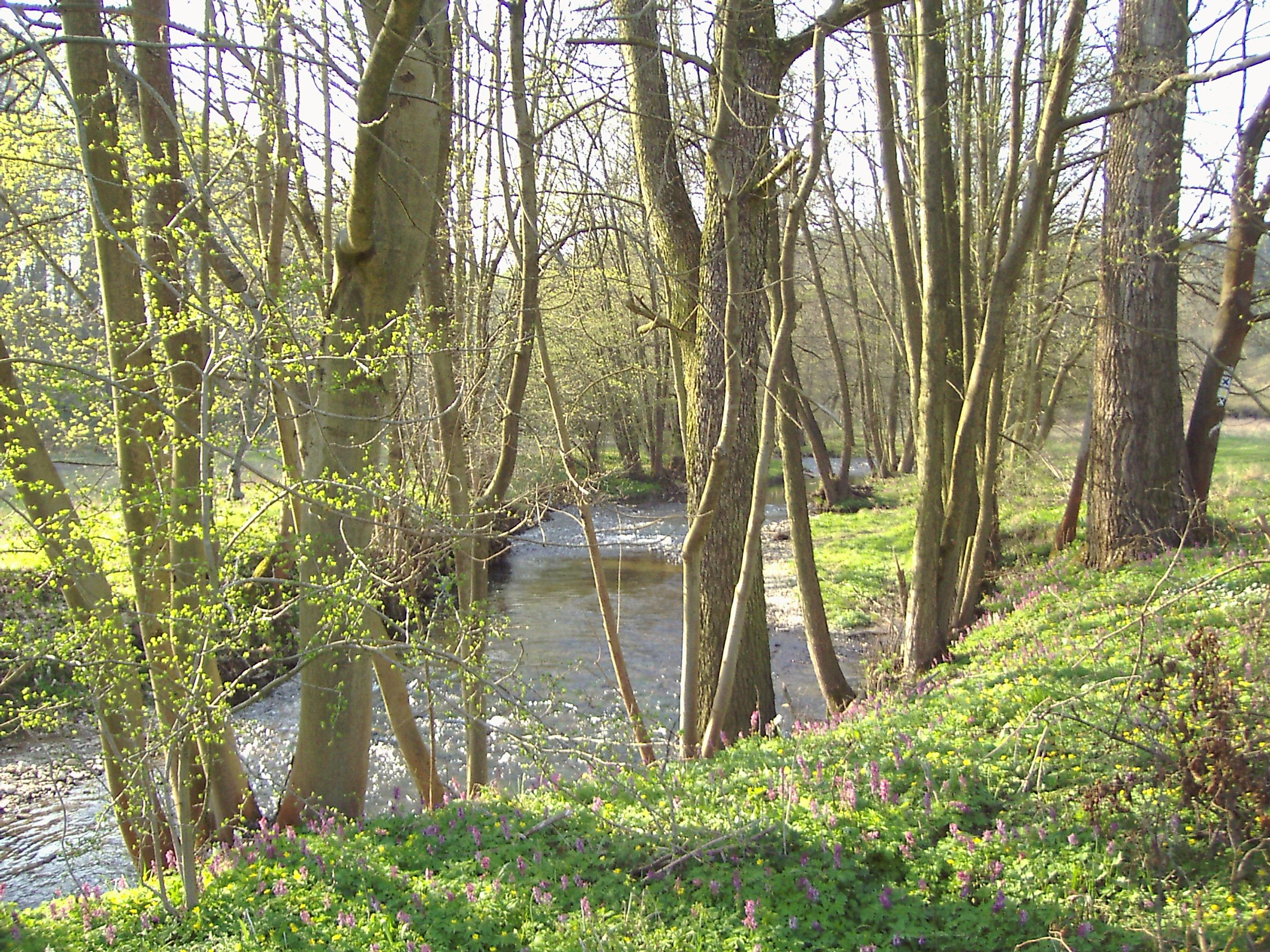
Die Unstrut bei Reiser

Das Dorf Reiser ist ein Ortsteil der Gemeinde Unstruttal. Die etwa 411 Einwohner zählende Ortschaft liegt im thüringischen Unstrut-Hainich-Kreis, etwa drei Kilometer nördlich der Kreisstadt Mühlhausen, in Deutschland.

## Geografie
Reiser liegt idyllisch im Tal der Unstrut. In näherer Umgebung befinden sich das Naturschutzgebiet Flachstal, ein langgezogenes Trockental, und das Landschaftsschutzgebiet „Reiserscher Hagen“, das um eine Flussschlinge der Unstrut festgelegt wurde. Der Ort selbst besteht vor allem aus mehreren geschlossenen Bauernhöfen in Fachwerkbauweise, die sich um die evangelische Kirche im Zentrum gruppieren.
Der alte Ortskern wurde in der Unstrutaue auf dem Hochufer des Flusses in einer Höhenlage von 235 m ü. NN angelegt. Die umgebenden Muschelkalkhöhen reichen auf der Gemarkung des Ortes bis zum 336 m hohen Goldberg im Nordosten hinauf. Die Unstrut hat sich zwischen dem Nachbarort Dachrieden und Reiser in den morphologisch harten Muschelkalk eingetieft und Flussschlingen, sogenannte Talmäander ausgebildet. Die Talhänge sind steil und enden in einer ebenen, bis zu 150 m breiten Flussaue. Sie sind zum Teil bewaldet oder werden von gebüschreichem Weideland geprägt. Die Muschelkalkhöhen werden intensiv durch Ackerbau genutzt. Im Südosten befindet sich auch eine großflächige Obstbaumanlage. Die alte Bezeichnung „Weinberg“ nördlich des Ortes weist auf den früheren Weinbau im Unstruttal bei Reiser hin.

## Geschichte
Der Bergsporn nördlich von Reiser bot schon in vorgeschichtlicher Zeit Platz für eine befestigte Anlage. Steinzeitliche Relikte fanden sich bereits 1935 in der Totenhütte von Reiser. 974 war der Platz ottonischer Hof von Otto II. Die Burg wurde dann mittelalterlicher Herrensitz von Thuto von Tutinsode, der 1265 urkundlich erwähnt wurde. Brandspuren weisen auf die Vernichtung der Anlage durch Feuer hin, denn bis in das 15. Jahrhundert bestand der Hof. Heute ist die Burgstelle durch Wallreste noch erkennbar.
Über Jahrhunderte zählte Reiser zum Einflussbereich der Reichsstadt Mühlhausen. 1565 zählte man im Dorf 34 Mann Bevölkerung.
Eine Kirche wurde 1693 anstelle eines mittelalterlichen Vorgängerbaus errichtet.
1802 fiel Reiser zusammen mit Mühlhausen an das Königreich Preußen, von 1807 bis 1813 an das von Napoleon geschaffene Königreich Westphalen (Kanton Dachrieden) und wurde nach dem Wiener Kongress 1816 dem Landkreis Mühlhausen in der preußischen Provinz Sachsen zugeordnet.
Am 2. September 1995 bildete Reiser zusammen mit Ammern, Dachrieden, Eigenrode, Horsmar und Kaisershagen die neue Gemeinde Unstruttal.

## Infrastruktur und Umgebung
Den Ort tangiert im Osten die Ortsverbindungsstraße zwischen Ammern und Kaisershagen. Östlich daran gliedert sich ein Einfamilienhaus-Neubaugebiet sowie der neue Friedhof. In der Nähe des Friedhofes befindet sich auch das Restaurant „Zum Flachstal“ sowie der Weg zum Flachstal. Ebenfalls führt an diesem der Zisterzienser-Pilgerweg Kloster Loccum – Kloster Volkenroda entlang.
Südlich des Ortes hat sich in der Nachbarschaft der außerhalb gelegenen Untermühle ein kleines Gewerbegebiet herausgebildet. Dort befindet sich ein Geflügelhof, eine Einkaufsstelle für Schäfereibedarf, das Feuerwehrhaus der Freiwilligen Feuerwehr Reiser, sowie die Schießanlage des örtlichen Schützenvereins und der Bürgersaal der Gemeinde.
Den westlichen Ortsrand bildet die Unstrut, die im Norden durch ein Wehr aus Beton aufgestaut ist. Von dort zweigt ein schmaler Mühlkanal ab, der durch die Ortslage verläuft.
Im Norden befindet sich auch eine Brücke über die Unstrut, die zu einem Kinderheim auf dem Reiserschen Hagen sowie ins Landschaftsschutzgebiet führt. Das Landschaftsschutzgebiet Reiserscher Hagen erfüllt die Funktion eines Naherholungsgebiets für Mühlhausen ebenso wie das im Osten gelegene Flachstal. Ein Erkennungszeichen des Ortes ist auch das Eisenbahn-Viadukt, das die Bahnstrecke Gotha–Leinefelde über die Unstrut führt. Die Eisenbahnstrecke wird in einer Schleife östlich um Reiser herumgeführt und überwindet dadurch den Anstieg vom Unstruttal auf die Muschelkalkhöhen. Haltepunkte der Regionalzüge, die von der Erfurter Bahn bedient werden, befinden sich in den Nachbarorten Ammern und Dachrieden.